# Isaak Zelenski
Isaak Abrámovich Zelenski (en ruso: Исаак Абрамович Зеленский; 22 de junio de 1890 (10 de junio en el calendario actual), Sarátov-15 de marzo de 1938, Moscú) fue un destacado político soviético, acusado en el Juicio de los Veintiuno dentro de la Gran Purga de Stalin.

## Biografía
Nació en una familia judía, siendo su padre sastre. Zelenski estudió en la escuela primaria de Saratov, trabajando a su finalización en el taller de su padre, como empleado y luego en una imprenta.

## Desempeño pre-revolucionario
En 1906 entró en el Partido Obrero Socialdemócrata de Rusia en su fracción bolchevique. Desde 1907 formó parte del comité del partido en Saratov, siendo detenido y desterrado a Orenburg bajo vigilancia policial en 1908, posteriormente llevando a cabo trabajos de propaganda en Penza y Samara (1910 y 1912), donde es nuevamente detenido y condenado a destierro por 3 años al Krai de Narym, donde coincidió en el cautiverio con Yákov Sverdlov y Leonid Serebriakov. Se escapó en 1913 trasladándose a Tsaritsin, donde es detenido y vuelto a enviar al destierro por 3 años al Krai de Narym en unas condiciones mucho más duras. Se escapa nuevamente en 1914, y se traslada a Samara, pero por ser conocido por la Ojrana, a finales de año está en Moscú, donde consigue trabajo. Al estar vigilados los miembros del partido y ser un fugitivo, decidió trasladarse a Sormovo (Nizhni Nóvgorod), donde trabaja de secretario de caja del hospital de la ciudad.
En agosto de 1915 fue detenido y condenado al exilio permanentemente en la Gobernación de Irkutsk, en Siberia, escapándose el diciembre de 1916. En la prisión de Irkutsk contrajo el Tifus, siendo trasladado al campo de trabajos forzados de Aleksandrovsk, en Yakutia. Llegó a Moscú un mes antes de la Revolución de Febrero.

## Guerra Civil Rusa
En la primavera de 1917 es el jefe del Soviet del Uezd de Basman, en Moscú. En octubre de 1917 participó en las unidades armadas bolcheviques que tomaron el poder en Moscú.
Desde 1918 desempeña funciones en la jefatura del Comisariado del Pueblo para Abastecimientos de Moscú, y miembro del Comisariado Popular de Abastecimientos de la RSFSR. Durante su desempeño, fue uno de los organizadores de la requisa forzada de grano a los campesinos dentro de la política de Comunismo de guerra.

## Posguerra en Moscú, 1921 - 1924
Desde 1920 se secretario, y desde abril de 1921 es Primer Secretario del Soviet del Partido Comunista (bolchevique) de Moscú. Desde 1921 es candidato a miembro del Comité Central del Partido, y desde 1922 hasta su expulsión en 1937 es miembro del TsIK.
El 2 de abril de 1922, fue seleccionado como candidato al Orgburo del Comité Central, y entre el 2 de junio y el 20 de agosto de 1924, fue miembro del Orgburo del TsIK del partido. Incluso formó parte de la Comisión para la ceremonia de entierro de Lenin en 1924.

## Asia central, 1924 - 1931
Zelenski fue trasladado en noviembre de 1924 a Tashkent al Secretariado del Asia Central del Comité Central del partido. En 1924 es el jefe de la Comisión de Delimitación Territorial de las Nacionalidades en el Asia Central, y en 1925 miembro del revvoensoviet en el frente del Turquestán. Stalin atacó a Zelenski por su "tibieza" en la hostilidad contra Kámenev y Zinóviev en la subsecuente lucha por el poder después de la muerte de Lenin. A esto se achaca el traslado a Tashkent, así como pasados los años, el rencor guardado por Stalin, su posterior procesamiento y muerte.
Entre 1929 y 1931 es el secretario del Comité Central del Partido Comunista de la RSS de Uzbekistán

## Moscú, 1931-1937
Desde 1931 fue el jefe de la administración del Tsentrosoyud (Unión Central de Sociedades de Consumo), así como miembro del VTsIK de la Comisión Electoral Central de la URSS.
Asistió como delegado a todos los congresos del partido desde 1922 a 1934 (XI, XII, XIII, XIV, XV, XVI Y XVII).

## Detención y Juicio
El 7 de agosto de 1937 Zelenski fue detenido, y en el pleno del Comitié Central del partido de 11-12 de octubre de 1937, fue expulsado del mismo.
Es juzgado en el Colegio Militar de la Corte Suprema de la URSS entre el 2 y 13 de marzo de 1938 junto a eminentes figuras bolcheviques como Alekséi Rýkov, Nikolái Bujarin, Nikolái Krestinski y Christian Rakovski, así como también el ejecutor de las anteriores purgas Génrij Yagoda, y otros acusados en el proceso que fue conocido como Juicio de los Veintiuno o Tercer Juicio de Moscú, aunque oficialmente denominado “Proceso del Bloque Trotskista-Derechista" (делу право-троцкистского блока).
Estos eran antiguos líderes soviéticos que eran, o ser presumían que eran, enemigos de Stalin, a los que se acusó de oponerse a las políticas de rápida industrialización, colectivización forzada y planeamiento centralizado, así como cargos de espionaje internacional, intento de derribar a la Unión Soviética, y planear la eliminación de los líderes soviéticos.
Andréi Vyshinski acusó a Zelenski, junto a Zúbarev e Ivanov, como provocadores y agentes de la Ojrana, la policía secreta zarista.
También fueron acusados Ikramov, Jodzháyev y Zelenski de crear escasez, y más concretamente, Zelenski por medio de sus agentes introdujeron vidrios y clavos en los productos alimenticios y creó escasez artificial de comida, con intención de minar la salud soviética.
Acusa a Chernov, Grinko, Rozengoltz y Zelenski, que encuadrados en el bloque trotskista-derechista, ocuparon puestos de responsabilidad, y tuvieron enormes oportunidades para el sabotaje.
En el juicio declaró:

“Mis crimes en el partido, contra el país, y contra el pueblo revolucionario son grandes. Por esta razón no veo motivos ni fundamento para buscar circunstancias que atenúen mis crímenes y delitos".

Es sentenciado a la pena de muerte por fusilamiento, y ejecutado el 15 de marzo de 1938.
El Colegio Militar de la Corte Suprema de la URSS rehabilita a Zelenski en sentencia de 15 de junio de 1959 después de comprobar la inexistencia de delito. El 3 de julio de 1959 una comisión del partido restauró su pertenencia al mismo.